# الدفاع الجوي الميداني الأردني
الدفاع الجوي الميداني الملكي الأردني هو أحد تشكيلات القوات الجوية الملكية الأردنية في الجيش العربي، وتتمثل مهمته الرئيسة في حماية الأردن من أي هجوم جوي معادٍ ومنع سلاح الجو المعادي من العمل في سماء البلاد.

## التطور
انطلق الدفاع الجوي الأردني عام 1952، وإلى 1967 كانت المدافع المستخدمة من عيار 40 ملم مجرورة إضافةً إلى المدافع الرباعية عيار 50 ملم. وفيما بين عامي 1967 و1975 شُكلت ألوية الدفاع الجوي؛ نظراً للحاجة إليها بعد حرب 1967. ومن بعد عام 1975 أخذ الدفاع الجوي ببناء وشراء المنظومات الدفاعية المتطورة المشتملة على مدافع وصواريخ، ودون الاعتماد على مصدر واحد.

## الأقسام
من الناحية العامة يمكن تقسيم منظومات الدفاع الجوي إلى قسمين رئيسين، وهما الدفاع الجوي المركزي وهذا النوع في الأردن يكون من اختصاص سلاح الجو الملكي الأردني؛ نظراً لاعتماده على الطائرات، والنوع الثاني هو الدفاع الجوي الميداني والذي يُقسم بدوره إلى دفاع جوي ثابت يعتمد على الصواريخ متوسطة المدى والدفاع الجوي المتحرك ويعتمد على صواريخ قصيرة المدى ولكل نوع منهما دوره المحدد؛ فالأول يُستخدم لحماية العمق والمناطق الحيوية والمناطق العسكرية، بينما الثاني يُستخدم لحماية القوات العسكرية في الميدان. والدفاع الجوي الميداني يقع على عاتق الدفاع الجوي الأردني في الأردن.